# Джавахарлал Неру (стадион)
Стадион Джавахарлал Неру  (хинди जवाहरलाल नेहरू स्टेडियम) — мультиспортивный стадион в Дели, Индия. Построен в 1982 году. Эта массивная конструкция является всецелевой спортивной ареной, которая принимает футбол и другие спортивные игры, а также широко-масштабные концертные мероприятия, такие как концерты ведущих индийских артистов и известнейших постановок. Вместимость 60,000 человек. Стадион также является главным офисом Индийской олимпийской ассоциации.

## История
Стадион был возведен Правительством Индии к IX Летним Азиатским играм в 1982 году.
На этом стадионе, в рамках Индийского турне и одновременно дней советско-индийской дружбы, выступала в 1987-м году София Ротару, чьё выступление на этом стадионе с песней Цирк/Circus (одновременно на русском и на английском), а также масштабной подтанцовкой и театрализованным представлением транслировалось в живую по советскому радио и индийскому телевидению.
В рамках подготовки к Играм Содружества 2010, была сокращена вместимость стадиона с 78,000 до 60,254 зрителей.

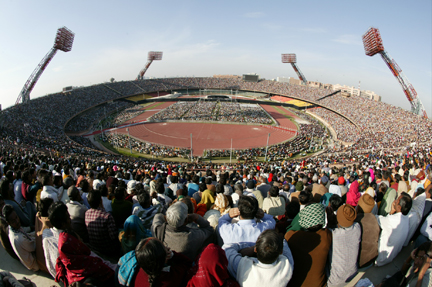
130.000 человек слушают речь Махараджи на стадионе имени Джавахарлала Неру